# Pezilepsis
Pezilepsis is een geslacht van vliesvleugeligen uit de familie Pteromalidae. De wetenschappelijke naam van dit geslacht is voor het eerst geldig gepubliceerd in 1955 door Delucchi.

## Soorten
Het geslacht Pezilepsis omvat de volgende soorten:
- Pezilepsis dentifera (Thomson, 1878)
- Pezilepsis maurigaster Liao, 1982